# Nadia Báez
Nadia Soledad Báez (Buenos Aires, 26 de junio de 1989) es una deportista argentina que compite en natación adaptada, especialista en 50 m estilo libre, 100 m estilo braza, 100 m estilo libre, 100 m estilo espalda y 400 m estilo libre.
Ha sido parte del conjunto femenino de deportistas argentinas que ha asistido a varios Juegos Paralímpicos. Recibió su primera medalla en los Juegos Paralímpicos de Londres 2012, donde ganó la presea de bronce en los 100 m estilo braza categoría S11 con un tiempo de 1min31s21, con el que estableció una nueva plusmarca panamericana.
A nivel continental, participó en los Juegos Parapanamericanos de 2007 de Río de Janeiro donde recibió la medalla de bronce en los 50 m y 100 m estilo libre, y la medalla de plata en los 100 m estilo espalda; mientras que en los Juegos Parapanamericanos de 2011 en Guadalajara no alcanzó alguna presea.
Por otro lado, el año 2010 recibió la medalla de plata en el Mundial de Eindhoven en los 100 m pecho, con un registro de 1min34s59/100 que se transformó en un nuevo récord panamericano, plusmarca que superaría posteriormente.